# Harvey Wollman

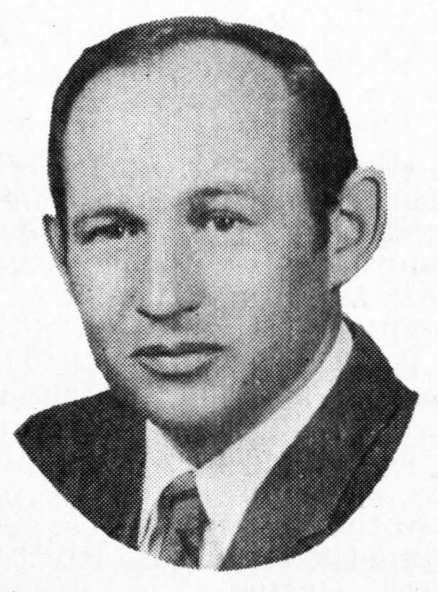
Harvey L. Wollman.

Harvey Lowell Wollman, född 14 maj 1935 i Frankfort i South Dakota, död 18 oktober 2022 i Huron i South Dakota, var en amerikansk demokratisk politiker. Han var den 26:e guvernören i delstaten South Dakota 1978–1979.
Wollman studerade vid University of South Dakota. Han var ledamot av delstatens senat 1969–1974 och viceguvernör 1975–1978. Han tillträdde som guvernör när företrädaren Richard F. Kneip blev utnämnd till USA:s ambassadör i Singapore.
Wollman härstammade från Rysslands tyskar. Han var mennonit.